# 张石铭旧居
南浔张氏旧宅建筑群又称懿德堂，位于中国浙江省湖州市南浔区南浔镇南西街，面临南市河（浔溪），坐西朝东，建于清光绪二十五年至三十二年（1899-1906），是清末民初张钧衡（张石铭）的私家住宅，以规模宏大、雕刻精美、建筑风格中西合璧著称。1989年3月被列为湖州市文物保护单位，2001年6月被列为全国重点文物保护单位。

## 历史
张石铭（1871年－1927年），名钧衡，字石铭，又称适园主人，是南浔四象（头等巨富）之一张颂贤之长孙，国民党元老张静江堂兄。1887年张石铭的父亲张宝庆去世，1892年祖父张颂贤去世，1903年张石铭与叔父张宝善（张静江父亲）分家，分家后张宝善住在位于东大街的祖宅尊德堂，而张石铭与母亲桂太夫人在张家的产业启泰酱盐店河对岸买下诗人董说旧宅和顾氏旧宅，兴建了一处规模更大的宅院——懿德堂。
旧宅建成后，张石铭在此只住了几年，从辛亥革命时起，张石铭就带着家眷移居上海，只有母亲桂太夫人在此居住，直到1922年去世，此后这里基本空关，只是在清明上坟时张家人来此小住。1949年以后，军队曾进驻这所宅院数年，撤离时带走了里面的红木家具。此后南浔镇政府代管房屋，长期空置。1975年这所宅院卖给了上海茶叶公司作为仓库。1980年代下半期，上海茶叶公司又将房屋租给了几家皮件工厂。1992年南浔镇政府再出资210万元买回房屋并对其进行整修恢复。

## 結構
张石铭旧宅占地面积4792平方米，建筑面积6137平方米，有五落四进和中、西各式楼房244间，远远超出一般江南大宅院的规模。
旧宅进门厅后的第一进是轿厅，由于厅后两侧设计了小天井，从而解决了江南地区轿厅采光不良的问题，两侧墙面镶嵌的四块石雕是常见的福禄寿三星和八仙过海的图样。轿厅通过腰门与后面相通，上面有精致的砖雕，门额为吴淦题写的“竹苞松茂”。
第二进正面的大厅面阔三间，名为“懿德堂”，表示张石铭对母亲桂太夫人的敬重，匾额由张謇所书。红木案桌上，放置一对古瓷花瓶，两侧还有一对落地镜，象征主人对平静生活的期望。大厅专供婚丧等大典之用。此进的腰门额为吴昌硕所题写的“世德作求”。
第三进为主人的住处，二层楼，楼下落地长窗，整幢楼所有的门窗、栋梁、走廊、楼梯、屋檐，都布满了雕刻精美的古代戏文故事。楼上的一圈玻璃窗镶嵌的是法国訂製的刻花兰晶玻璃，图案是菱形的四时花卉鲜果，蓝白相间，而且奇特的是玻璃上从不积灰，从来不用擦洗也始终保持清洁。
第四进内有“芭蕉厅”，厅前的漏明廊窗镶嵌石刻芭蕉叶，叶片宽大舒展，上面有一些圆孔，据说曾镶嵌了透明的玉石，用以表现芭蕉叶上的露珠。厅前天井中，则安置一产于广东英德、形似展翅雄鹰的假山石，名叫“鹰石”，是南浔三大奇石之一。还有两栋高大的西式洋楼，内设舞厅，墙面上镶嵌彩色瓷画瓷板，墙面屋顶均用洋红砖瓦砌筑。洋房前庭院中栽着两枝广玉兰已有150年树龄。
张氏旧宅的西面原来还有占地30亩的适园，设有碑廊，镶嵌了很多张石铭收藏的古代名人的书法作品，已毁于抗日战争，仅存适园石塔。